# När vi två blir en
När vi två blir en, skriven av Per Gessle, även känd som "Jag vill känna din kropp emot min" efter inledningsorden i sångens refräng, är en sång om tonårskärlek som släpptes på singel den 29 oktober 1980 av popgruppen Gyllene Tider. Göran Fritzson skrev Farfisa-introt och hooken . Gyllene Tider spelade också in sången med text på engelska, under namnet "Beating Heart" som släpptes som promosingel den 1 september 1981. Gyllene Tider kallade sig då Modern Times.
Singeln blev en stor hitlåt i Sverige och Norge, och nådde på singellistorna placeringarna #1 i Sverige 16 veckor och #1 i Norge två veckor i rad. En tolkning på låten av Miio & Daddy Boastin'  låg som bäst på #1 på singellistan i Sverige 2003-2004.
Gyllene Tiders version låg på Svensktoppen i tio veckor under perioden 14 december 1980 -1 mars 1981 , och låg som bäst på andra plats. Miio & Daddy Boastin' försökte den 3 augusti 2003 också få in sin version på Svensktoppen , men misslyckades .

## Låtlista

### När vi två blir en

#### Sida A
1. När vi två blir en - 3:05

#### Sida B
1. Kärleken är inte blind (men ganska närsynt) - 3:47

### Beating Heart

#### Sida A
1. Beating Heart (När vi två blir en) - 3.06

#### Sida B
1. To Play with Fire (Leka med elden) - 4.57

## Listplaceringar

### Gyllene Tider
| Lista (1980-1981) | Position |
| ----------------- | -------- |
| Norge             | 1        |
| Sverige           | 1        |

### Miio feat. Daddy Boastin'
| Lista (2003-2004) | Position |
| ----------------- | -------- |
| Sverige           | 3        |

## Övrigt
Vid tävlingsprogram i TV och radio, då det gäller att gissa rätt årtal, samt diverse årtalsskildringar i TV och radio brukar låten spelas då året som söks-behandlas är 1981, fastän singeln släpptes redan 1980 även om låten var en hit vid årsskiftet 1980-1981.

### Fotnoter
1. ↑  Gyllene Tiders diskografi Arkiverad 24 september 2015 hämtat från the Wayback Machine.
2. ↑  Information i Svensk mediedatabas.
3. ↑  Svensktoppen - 1980
4. ↑  Svensktoppen - 1981
5. ↑  Svensktoppen - 3 augusti 2003
6. ↑  Svensktoppen - 10 augusti 2003
7. ↑  Placeringar på den norska singellistan
8. ↑  Placeringar på den svenska singellistan
9. ↑  Placeringar på den svenska singellistan Arkiverad 12 december 2007 hämtat från the Wayback Machine.
10. ↑  ”Sveriges Radio”. 19 november 2011 (lyssna 02:35 in i programmet, hör orgelintrot). http://sverigesradio.se/sida/gruppsida.aspx?programid=4113&grupp=16335&artikel=4809922. Läst 4 december 2011.